# Агентность
Агентность, агентивность (англ. agency) — основополагающая социологическая категория и предмет дискуссий в социальных и гуманитарных науках:60. В отсутствие научного консенсуса, агентность обобщенно можно определить как способность человека к действию, способность выступать в качестве самостоятельного агента и делать осознанный и свободный выбор. Степень этой свободы определяется местом человека в социальной структуре — в частности, его принадлежностью к тому или иному социальному классу, гендеру, религии и т. д.
Агентность связана с наследием либерального гуманизма, который занимает центральное место в демократической гражданственности. Проблема агентности отсылает к метафизическим, философским и этическим вопросам: свобода воли, индивидуальность, субъективные права и моральная ответственность. В социологии агентность обычно рассматривается в одном ряду с понятиями социального действия и актора, дискутируется в рамках дихотомий агентность — структура, микро — макро, индивидуализм — холизм. Если сторонники микросоциологических подходов в конечном счете выводят все социальные явления из агентности, то их противники отстаивают автономный статус социальных сущностей на макроуровне (организации, государства, социальные структуры):60—61.
С точки зрения теорий, близких к теории рационального выбора, агентность ― это «способность агента свободно выбирать желаемую цель и способ достижения цели и, наконец, достигать её». В экономических науках агентность «позволяет расширить общепринятый метод измерения благосостояния, традиционно сфокусированный на доходах, дополнив его другими аспектами жизни человека, такими как здоровье, образование, социальный капитал , психоэмоциональный интеллект и пр.». Такой подход позволяет исследовать причины бедности и неравенства.